# ريكس هانت
ريكس هانت (بالإنجليزية: Rex Hunt (governor))‏ (و. 1926 – 2012 م) هو سياسي، ودبلوماسي من المملكة المتحدة ولد في ردكار.

## التعليم
تعلم في جامعة أوكسفورد.